# Stojczo Stoew
Stojczo Zacharijew Stoew (ur. 15 sierpnia 1965) – bułgarski piłkarz grający na pozycji ofensywnego pomocnika, oraz trener piłkarski.

## Kariera piłkarska

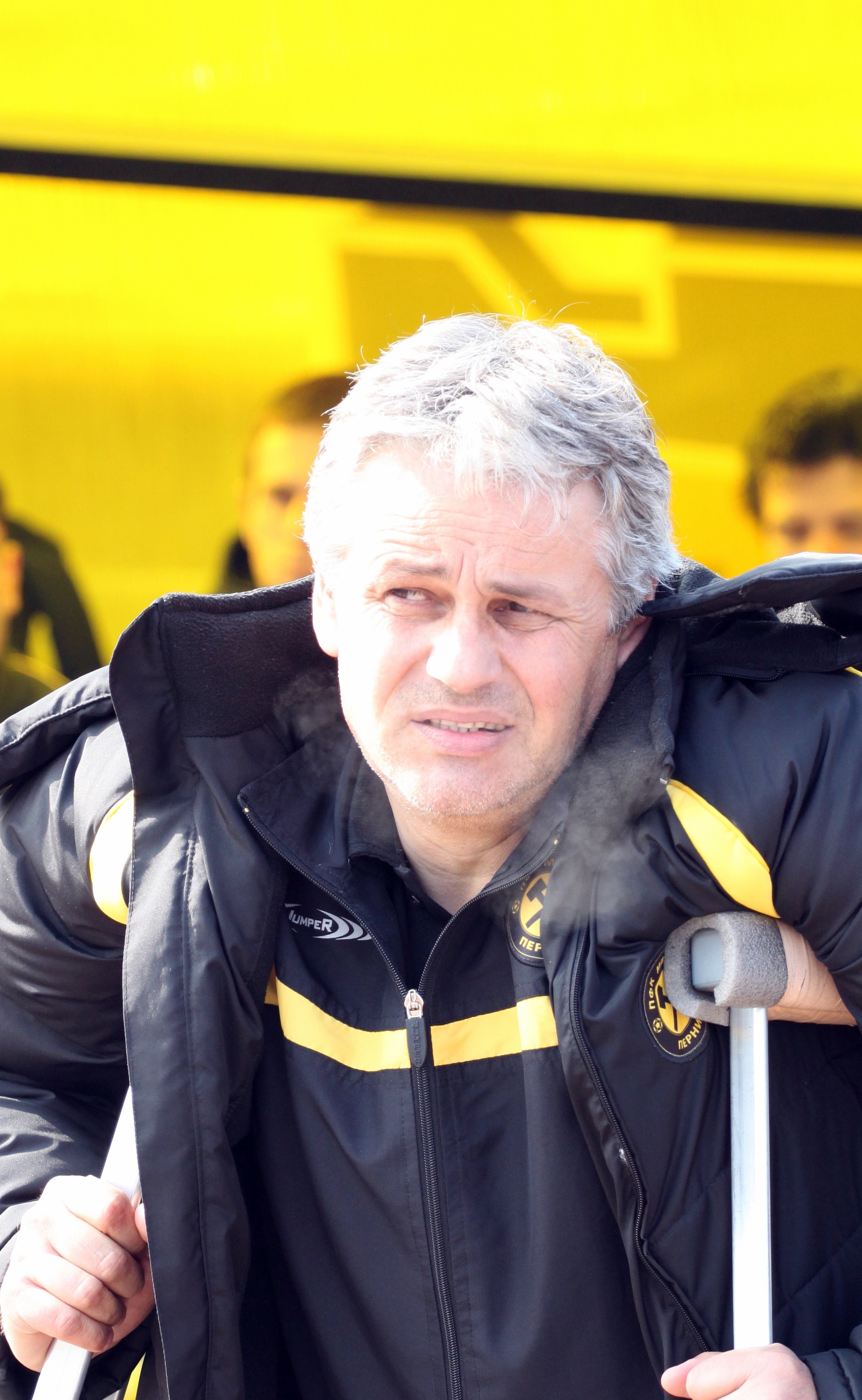
Stojczo Stoew

Jest wychowankiem Lokomotiwu Sofia, w którym występował przez większą część swojej kariery. W ciągu dziewięciu lat gry w tym klubie zdobył Puchar Bułgarii (1982) oraz trzykrotnie – w sezonach 1982–1983, 1984–1985 i 1986–1987 – kończył rozgrywki na czwartym miejscu, gwarantującym grę w europejskich pucharach. W zespole Lokomotiwu rozegrał blisko dwieście meczów.
Po upadku komunizmu wyjechał za granicę, do greckiego Panserraikosu, jednak już po trzech latach, z powodu ciężkiej kontuzji, musiał zakończyć karierę.
Dwa razy zagrał w reprezentacji Bułgarii.

## Kariera szkoleniowa
Działalność szkoleniową rozpoczął w 1998, kiedy został asystentem Christo Bonewa w Lokomotiwie Sofia. Później samodzielnie prowadził reprezentację Bułgarii juniorów oraz zespoły z niższych lig: Akademik Swisztow i Czawdar Etropole. Z tym ostatnim odniósł pierwszy poważny sukces w swojej karierze. W sezonie 2007–2008 drugoligowy Czawdar dotarł do 1/8 finału Pucharu Bułgarii, co do 2010 było najlepszym wynikiem w historii tego klubu.
Pod koniec 2009 roku Stoew został zatrudniony w zespole beniaminka I ligi, Sportiście Swoge. Pracował w nim przez całą rundę wiosenną, jednak nie został uratować go przed spadkiem do II ligi. Na koniec sezonu klub był przedostatni w lidze.
Stoew powrócił do ekstraklasy już w kolejnym sezonie, kiedy po piątej kolejce zastąpił Antona Wełkowa na stanowisku trenera Minioru Pernik. Na koniec rozgrywek 2010–2011 zajął z nim dziewiąte miejsce, gwarantujące bezpieczne pozostanie w lidze.

## Sukcesy
Kariera piłkarska
- Lokomotiw Sofia:
  - Puchar Bułgarii 1982